# Puchar Europy Mistrzów Klubowych w piłce siatkowej (1969/1970)
Puchar Europy Mistrzów Krajowych 1969/1970 – 11. sezon Pucharu Europy Mistrzów Krajowych rozgrywanego od 1959 roku, organizowanego przez Europejską Konfederację Piłki Siatkowej (CEV) w ramach europejskich pucharów dla męskich klubowych zespołów siatkarskich "starego kontynentu".

## Drużyny uczestniczące
| Państwo        | Drużyna                 |
| -------------- | ----------------------- |
| Albania        | Dinamo Tirana           |
| Austria        | Pradl Innsbruck         |
| Belgia         | Herman Genk             |
| Bułgaria       | CSKA Sofia              |
| Bułgaria       | Akademik Sofia          |
| Czechosłowacja | Zetor Zbrojovka Brno    |
| Finlandia      | Ruolainen Kanastus      |
| Francja        | Racing Paryż            |
| Grecja         | Olympiakos S.F. Pireus  |
| Hiszpania      | Atlético Madryt         |
| Holandia       | AMVJ-RC Amsterdam       |
| Izrael         | Hapoel Tel Awiw-Jafa    |
| Jugosławia     | Mladost Zagrzeb         |
| Luksemburg     | CA Luksemburg           |
| Polska         | Legia Warszawa          |
| Portugalia     | FC Porto                |
| RFN            | USC Münster             |
| Szwajcaria     | Spada Zurych            |
| Turcja         | Cumhorbarskenugi Ankara |
| Węgry          | Csepel Budapeszt        |
| Włochy         | Pallavolo Parma         |
| ZSRR           | Buriewiestnik Ałma-Ata  |

## Runda wstępna
| Data  | Drużyna 1               | Wynik | Drużyna 2               | Sety                            |
| ----- | ----------------------- | ----- | ----------------------- | ------------------------------- |
|       | FC Porto                | 1:3   | Atlético Madryt         |                                 |
|       | Atlético Madryt         | 3:1   | FC Porto                |                                 |
|       |                         |       |                         |                                 |
|       | Ruolainen Kanastus      | 2:3   | USC Münster             |                                 |
|       | USC Münster             | 3:2   | Ruolainen Kanastus      |                                 |
|       |                         |       |                         |                                 |
| 11.01 | Cumhorbarskenugi Ankara | 3:1   | Olympiakos Pireus       |                                 |
| 18.01 | Olympiakos Pireus       | 3:2   | Cumhorbarskenugi Ankara | 4:15, 15:10, 16:14, 12:15, 15:6 |

## Faza finałowa

### Runda 1/8
| Data | Drużyna 1               | Wynik | Drużyna 2               | Sety      |
| ---- | ----------------------- | ----- | ----------------------- | --------- |
|      | Buriewiestnik Ałma-Ata  | 3:0   | Racing Paryż            |           |
|      | Racing Paryż            |       | Buriewiestnik Ałma-Ata  |           |
|      |                         |       |                         |           |
|      | AMVJ-RC Amsterdam       | 3:0   | Dinamo Tirana           |           |
|      | Dinamo Tirana           | 3:1   | AMVJ-RC Amsterdam       |           |
|      |                         |       |                         |           |
|      | Csepel SC Budapeszt     |       |                         | wolny los |
|      |                         |       |                         |           |
|      | Legia Warszawa          | 3:0   | Cumhorbarskenugi Ankara |           |
|      | Cumhorbarskenugi Ankara |       | Legia Warszawa          |           |
|      |                         |       |                         |           |
|      | Atlético Madryt         | 0:3   | Zetor Zbrojovka Brno    |           |
|      | Zetor Zbrojovka Brno    | 3:0   | Atlético Madryt         |           |
|      |                         |       |                         |           |
|      | Herman Genk             | 3:2   | USC Münster             |           |
|      | USC Münster             |       | Herman Genk             |           |

### Ćwierćfinał
| Data | Drużyna 1              | Wynik | Drużyna 2              | Sety |
| ---- | ---------------------- | ----- | ---------------------- | ---- |
|      | AMVJ-RC Amsterdam      | 1:3   | Buriewiestnik Ałma-Ata |      |
|      | Buriewiestnik Ałma-Ata | 3:0   | AMVJ-RC Amsterdam      |      |
|      |                        |       |                        |      |
|      | Legia Warszawa         | 3:1   | Csepel SC Budapeszt    |      |
|      | Csepel SC Budapeszt    | 3:0   | Legia Warszawa         |      |
|      |                        |       |                        |      |
|      | USC Münster            | 2:3   | Zetor Zbrojovka Brno   |      |
|      | Zetor Zbrojovka Brno   | 3:0   | USC Münster            |      |

### Półfinał
| Data | Drużyna 1              | Wynik | Drużyna 2              | Sety      |
| ---- | ---------------------- | ----- | ---------------------- | --------- |
|      | Buriewiestnik Ałma-Ata | 3:0   | Csepel SC Budapeszt    |           |
|      | Csepel SC Budapeszt    | 3:0   | Buriewiestnik Ałma-Ata |           |
|      |                        |       |                        |           |
|      | Zetor Zbrojovka Brno   |       |                        | wolny los |

### Finał
| Data | Drużyna 1              | Wynik | Drużyna 2              | Sety |
| ---- | ---------------------- | ----- | ---------------------- | ---- |
|      | Zetor Zbrojovka Brno   | 0:3   | Buriewiestnik Ałma-Ata |      |
|      | Buriewiestnik Ałma-Ata | 3:1   | Zetor Zbrojovka Brno   |      |

## Klasyfikacja końcowa
| Miejsce | Drużyna                |
| ------- | ---------------------- |
| złoto   | Buriewiestnik Ałma-Ata |
| srebro  | Zetor Zbrojovka Brno   |
| 3.      | Csepel SC Budapeszt    |